# Jugando con la muerte
Jugando con la muerte (Ook bekend als Hit Man, Target Eagle, El Mercenario en Asesino a sueldo) is een actiefilm uit 1982. De film kreeg in 1983 een vervolg in de vorm van El Mercenario, wederom geregisseerd door José Antonio de la Loma.

## Verhaal
Spaanse politiechef O'Donnell Max von Sydow huurt undercoveragent David (Rivero) in om in een bende heroïnesmokkelaars te infiltreren. Deze gaat undercover als een Joodse huurling met als codenaam Eagle, vanwege een tatoeage. Vrouwelijke agent Carmen (Adams) wordt gebruikt als eerste contactpunt met de bende. Terwijl David verder en verder infiltreert in de bende, komt hij erachter dat er veel belangrijkere dingen spelen dan de drugs. De bende smokkelt ook uranium, waar kernwapens mee gemaakt kunnen worden. Deze worden dan verkocht aan derdewereldlanden als Libië. Dan worden de zaken nog grimmiger wanneer McFadden (Peppard) verschijnt, een genadeloze schurk. Het blijkt dat deze vroeger samen met Eagle in het Vreemdelingenlegioen heeft gezeten.

## Rolbezetting
| Acteur              | Personage                     |
| ------------------- | ----------------------------- |
| Jorge Rivero        | David                         |
| Maud Adams          | Carmen                        |
| Susana Dosamantes   | Laura                         |
| George Peppard      | McFadden                      |
| Max von Sydow       | Kolonel O'Donnell             |
| Chuck Connors       | Sam Fisher                    |
| Robert Avard Miller | Sergio (als Robert A. Miller) |
| José María Blanco   | Capitán Casado                |
| José Antonio Ceinos | Enrique                       |
| Aldo Piras          | Bermejo                       |